# Mariella Adani
Mariella Adani, pseudònim de Laura Adani (Palanzano, Emília-Romanya, 17 de desembre de 1934), és una soprano italiana.

## Biografia
Va agafar el pseudònim de Mariella per evitar l'homonímia amb l'actriu Laura Adani. Alumna d'Ettore Campogalliani al Conservatori de Parma, va formar part dels "Cadetti della Scala" dirigits per Giulio Confalonieri fins al 1953. L'hivern següent, va debutar al "Teatro alla Scala" com Barbarina a l'estrena de Les noces de Fígaro sota el direcció d'Herbert von Karajan amb Elisabeth Schwarzkopf, Sena Jurinac, Giuseppe Nessi, Mario Petri, Rolando Panerai i Franco Calabrese, iniciant una col·laboració que estava destinada a perdurar fins al 1982.
Soprano lírica lleugera, dotada de "recursos vocals meravellosos" va interpretar Musetta a La Bohème (també documentada en un enregistrament de l'EMI amb l'orquestra del "Teatro dell'Opera di Roma" dirigida per Thomas Schippers el 1963) i com a protagonista de Příhody lišky Bystroušky de Janáček, ha interpretat el repertori de Mozart, com ara Susanna (Les noces de Fígaro), Zerlina (Don Giovanni), Despina (Così fan tutte), així com el de Rossini i Donizetti. També va cantar a Falstaff (Nannetta), I quatro rusteghi de Wolf-Ferrari (Lucieta), Mavra de Stravinski, Boyarinya Vera Sheloga de Rimski-Kórsakov, Khovànsxina de Musorgski i obres d'autors contemporanis com Menotti, Petrassi i Rota.
Va cantar sota la direcció musical de Vittorio Gui, Carlo Maria Giulini, Nino Sanzogno, Oliviero De Fabritiis, Peter Maag i la direcció de direcció de Sandro Bolchi, Franco Zeffirelli, Luchino Visconti, Walter Felsenstein.
El 1957 es va casar amb el baix Giorgio Tadeo, amb qui va tenir dos fills. Després de retirar-se dels escenaris, es va dedicar a ensenyar cant.

## Discografia
- Cherubini: Pimmalione [1955] - Orchestra Rai di Milano/Ennio Gerelli/Umberto Borghi/Ilva Ligabue/Gabriella Carturan/Mariella Adani, Classical Moments
- Mozart: Les noces de Figaro (1954) - Giuseppe Nessi/Franco Calabrese/Sena Jurinac/Luisa Villa/Irmgard Seefried/Herbert von Karajan/Rolando Panerai/Teatro alla Scala Coro e Orchestra/Mario Petri/Elisabeth Schwarzkopf/Mariella Adani, IDIS/Archipel - Walhall
- Pergolesi: La serva padrona - Mariella Adani/Leonardo Monreale/Orchestra dei Pomeriggi musicali di Milano/Ettore Gracis, 1959 BNF Collection
- Puccini: La Bohème - Coro del Teatro dell'Opera di Roma/Mariella Adani/Mirella Freni/Nicolai Gedda/Thomas Schippers, 1964 EMI/Warner
- Verdi: Falstaff (Glyndebourne) - Geraint Evans/Hugues Cuenod/Ilva Ligabue/Sesto Bruscantini/Vittorio Gui/Royal Philharmonic Orchestra/The Glyndebourne Chorus, Glyndebourne Enterprises - X5 Music Group